# Балтийская улица (Москва)
Балти́йская у́лица — улица в Северном административном округе города Москвы в районах Аэропорт и Сокол. Пролегает от Ленинградского проспекта до Рижского направления МЖД. Нумерация домов начинается от Ленинградского проспекта.
Алабяно-Балтийский тоннель, проходящий под Балтийской улицей, входит в состав новой автомагистрали — Северо-Западной хорды.

## Происхождение названия
Названа 24 октября 1958 года по посёлку железнодорожников Белорусско-Балтийской железной дороги (ныне — Рижское направление Московской железной дороги).
Ранее на её месте располагались 2-й Поселковый переулок и улица Балтийский посёлок.
Поселок возник в начале 1900-х годов к северо-западу от центра при станции «Москва-2-я» (в настоящее время — «Подмосковная») Московско-Виндавской железной дороги (ныне Рижское направление Московской железной дороги). Население поселка состояло из железнодорожных служащих и владельцев дач. В 1917 году эта территория вошла в состав Москвы. В память об активном участии рабочих в революционном движении посёлок назывался «Балтиец».
В 1945 году в границах станции Подмосковная была открыта для пассажирского движения платформа «Красный Балтиец».

## Расположение
Балтийская улица начинается от развязки Волоколамского и Ленинградского шоссе (развязка на Соколе), с юго-востока к ней примыкают улица Авиаконструктора Яковлева, улица Усиевича и Часовая улица.

## Здания и сооружения
По нечётной стороне:
- д. 5 — многофункциональный комплекс (построен в 1953[3] либо в 1960[4], считается также корпусом 17 дома 80 по Ленинградскому проспекту); в здании находится известная концертная площадка «Adrenaline Stadium» (ранее, до 2018 года — «Stadium Live»);

По чётной стороне:
- д. 4 — Восьмиэтажный четырёхподъездный кирпичный жилой дом серии II-08, построен в 1960 году. На первом этаже — детская библиотека № 31 (ранее — 37). В этом доме 20 декабря 1963 года совершил своё первое убийство Владимир Ионесян («Мосгаз»)[5];
- д. 8 — Фундаментальная библиотека РАМН;
- д. 8 — НИИ фармакологии им. В. В. Закусова;
- д. 8 — НИИ общей патологии и патофизиологии РАМН;
- д. 8 — НИИ нормальной физиологии им. П. К. Анохина;
- д. 8 — редакции журналов «Вооружение. Политика. Конверсия», «Медицинская генетика», «Наркология», «Психическое здоровье», «Психотерапия», «Патогенез», «Нефтегазовое машиностроение», «Строительная промышленность»,
- д. 10/2 — гостиница РАМН;
- д. 12/27 — шестиэтажный шестиподъездный жилой дом, построен по индивидуальному проекту в 1939 году для руководства Академии медицинских наук СССР (54 квартиры); снесён в 2023 году.
- д. 14 стр. 1 — Здание Изоучилища (1936—1938, архитектор Г. П. Гольц)[6], ныне — Институт математического моделирования РАН.

## Северо-Западная хорда
Северо-Западная хорда — автомобильная дорога в Москве. Строится вместо Четвёртого транспортного кольца, от которого было решено отказаться в силу его крайней дороговизны.
Северо-Западная хорда насчитывает в себе 5 участков, которые проектируются и строятся отдельно друг от друга.
В рамках строительства первого участка (развязки на Соколе как части проекта «Большая Ленинградка») под Балтийской улицей сооружён Алабяно-Балтийский тоннель.
Помимо этого введён в эксплуатацию подземный пешеходный переход с Балтийской улицы на улицу Алабяна под Ленинградским проспектом.
Также в рамках реконструкции Балтийской улицы планируется построить две отапливаемые многоуровневые автостоянки. Одна трёхэтажная автостоянка входит в состав основного строения Алабяно-Балтийского тоннеля, её вместимость 434 автомобиля.
Другая автостоянка предусматривает механизированное хранение автомобилей на платформах, которые будут располагаться на двух подземных ярусах отдельно стоящего сооружения.

### Алабяно-Балтийский тоннель

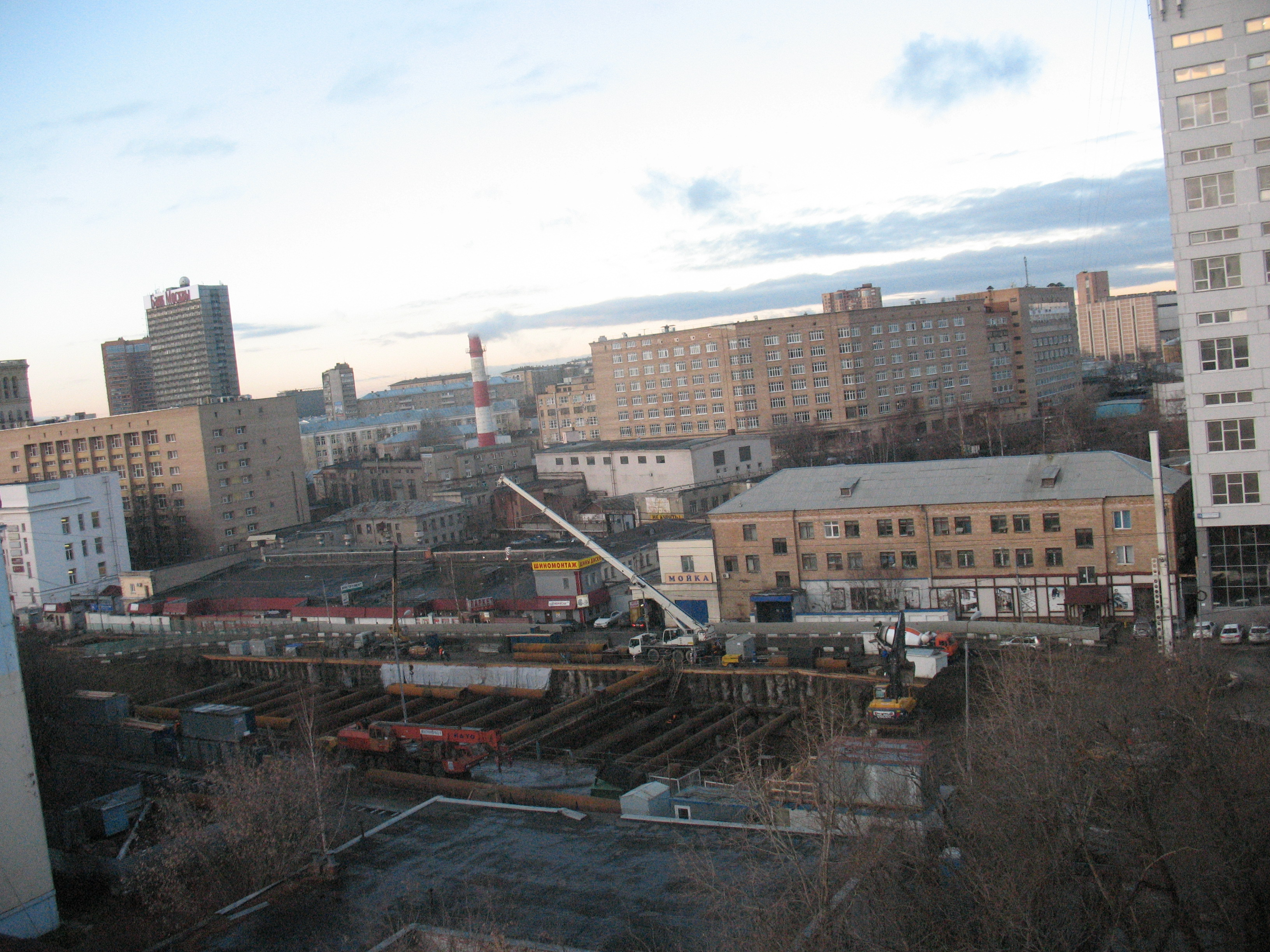
Строительство на Балтийской улице

В настоящее время в рамках проекта «Большая Ленинградка» на улице построен Алабяно-Балтийский тоннель, составная часть развязки на Соколе. Он соединяет улицы Алабяна, Балтийскую и Большую Академическую (в точке её пересечения с Улицей Космонавта Волкова). Тоннель проходит под Замоскворецкой линией метро, Волоколамским и Ленинградским тоннелями, коллектором речки Таракановки и путями Рижского направления МЖД.
Тоннель был открыт для движения от улицы Алабяна к Большой Академической 6 сентября 2013 года. Движение по тоннелю в полном объёме открылось 25 декабря 2015 года.